# Francesco II Rákóczi
Francesco II Rákóczi (in ungherese II. Rákóczi Ferenc; Borša, 27 marzo 1676 – Tekirdağ, 8 aprile 1735) è stato un militare, condottiero e patriota ungherese.
Principe di Transilvania, guidò dal 1703 al 1711 una ribellione nazionale ungherese contro gli Asburgo, nota per essere insorta con lo scoppio della guerra di successione spagnola e resa possibile grazie all'appoggio ricevuto da altre potenze europee determinate a incrinare la potenza degli Asburgo, prima tra tutte il Regno di Francia di Luigi XIV. Nel corso degli anni l'insurrezione indusse la Dieta ungherese a proclamare Francesco principe reggente d'Ungheria, ma il suo "regno" ebbe vita breve: nel 1711 i ribelli vennero schiacciati dalle preponderanti forze asburgiche e l'ordine venne ristabilito in Ungheria.
Rákóczi, pur condannato all'esilio in Polonia, continuò nei secoli successivi a rappresentare un punto importante nella storia ungherese e divenne il simbolo del nazionalismo magiaro. Ancora oggi ricordato come un "eroe nazionale", la sua figura risulta tuttora popolare.

## Biografia

### Infanzia

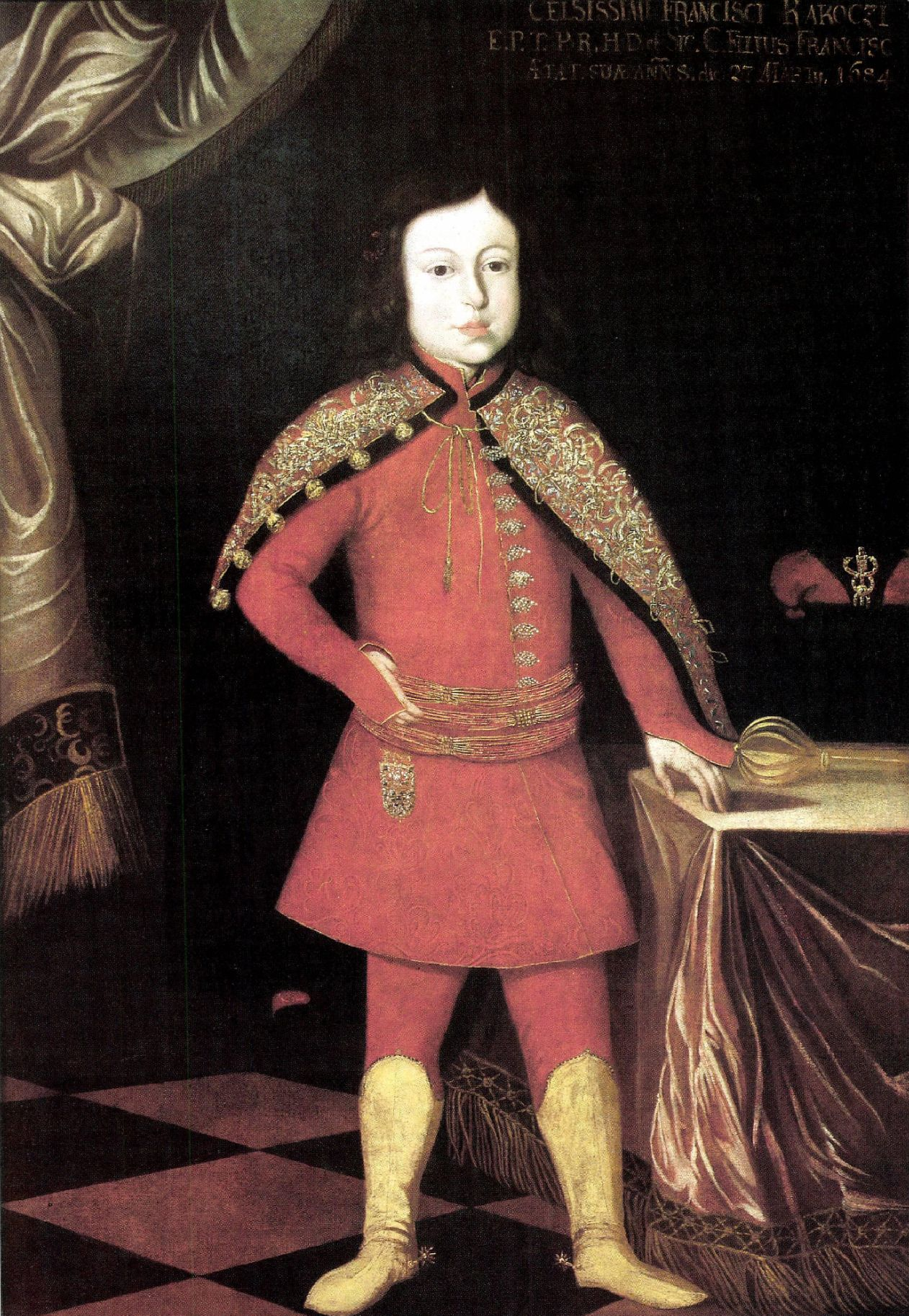
Ritratto di Francesco II Rákóczi all'età di 8 anni

Rampollo di una famiglia dei proprietari terrieri più ricchi del Regno d'Ungheria nonché uno dei conti (comes perpetuus) del Comitatus Sarossiensis (in ungherese Sáros) dal 1694, Francesco era figlio terzogenito e ultimo di Francesco I Rákóczi, principe eletto di Transilvania, e di sua moglie Jelena Zrinska, figlia di Petar Zrinski, Bano di Croazia, nonché nipote del poeta Miklós Zrínyi. Suo nonno ed il suo bisnonno, entrambi chiamati di nome Giorgio, furono principi di Transilvania. Aveva un fratello, Giorgio, che morì ancora infante prima che Francesco nascesse, e una sorella, Julianna, che aveva quattro anni più di Francesco. Suo padre morì quando egli aveva appena un mese di vita.
Alla morte di Francesco I, la vedova richiese la tutela per i suoi figli, anche se i consiglieri dell'imperatore Leopoldo I insistettero che fosse lei a mantenere la tutela su Francesco e sua sorella, seguendo quanto Francesco I aveva stabilito prima di morire. Nonostante alcune difficoltà, Zrínyi Ilona fu in grado di crescere i propri figli ottenendo però che l'imperatore ne assumesse la tutela legale. La famiglia visse tra i castelli di Mukačevo, Sárospatak e Regéc sino al 1680, quando la nonna paterna di Francesco, Sofia Báthory, morì. Fu a quel punto che l'intera famiglia si trasferì permanentemente al castello di Munkács. Rákóczi mantenne uno stretto legame con questo luogo per il resto della sua vita. Tra gli educatori chiave della sua infanzia, accanto a sua madre, Rákóczi ebbe György Kőrössy, castellano della famiglia, e János Badinyi.

### La fine della rivolta di Thököly
Il secondo marito di Jelena Zrinska, Imre Thököly si occupò poco dell'educazione del giovane Rákóczi, impegnato com'era all'epoca nella politica nazionale ungherese con l'organizzazione di una rivolta anti-asburgica. Ad ogni modo, il fallimento dei turchi nella conquista della capitale austriaca nella Battaglia di Vienna nel 1683 compromise i piani di Thököly per divenire sovrano dell'Alta Ungheria. Quando i turchi iniziarono a divenire sospettosi per il suo comportamento, Thököly propose di inviare il giovane Rákóczi a Costantinopoli come garanzia della sua buona volontà, ma la madre di Rákóczi si oppose al progetto, non essendo intenzionata a separarsi dal figlio.
Nel 1686 le armate di Antonio Carafa assediarono la residenza della famiglia, il castello di Munkács. Jelena Zrinska riuscì a tenere le difese del castello per tre anni, ma venne costretta a capitolare nel 1688. I due piccoli figli Rákóczi passarono nuovamente sotto la tutela di Leopoldo I e vennero trasferiti a Vienna con la loro madre. Riottennero i loro possedimenti, ma non poterono lasciare la città senza il permesso personale dell'imperatore.
All'età di 17 anni, l'imperatore decise di emancipare Rákóczi da sua madre, permettendogli di avere accesso a delle proprietà personali. Sua sorella Julianna aveva interceduto per lui dal momento che aveva sposato il potente generale austriaco Ferdinand Gobert von Aspremont-Lynden. Rákóczi visse con gli Aspremont sino al suo matrimonio, nel settembre del 1694, con la quindicenne principessa Amelia, una delle figlie del langravio Carlo d'Assia-Wanfried, che era anche discendente di sant'Elisabetta d'Ungheria. La coppia si spostò al castello dei Rákóczi a Sárospatak, dove Rákóczi si dedicò alla gestione delle sue proprietà.
Il Trattato di Karlowitz del 26 gennaio 1699, costrinse Thököly e Jelena Zrinska all'esilio. Rákóczi rimase a Vienna sotto la supervisione dell'imperatore, accumulando un pesante risentimento anti-asburgico in particolare quando i contadini di Thököly iniziarono una rivolta nella regione di Hegyalja a nord-est dell'attuale Ungheria, dove si trovavano parte delle proprietà della famiglia Rákóczi. Catturati i castelli di Tokaj, Sárospatak e Sátoraljaújhely, le armate contadine chiesero a Rákóczi di divenire il loro leader, ma egli non era intenzionato a capeggiare un'iniziativa militare dagli esiti incerti e pertanto fece velocemente ritorno a Vienna tentando di chiarificare al meglio la propria posizione.
Rákóczi strinse quindi amicizia col conte Miklós Bercsényi, le cui proprietà a Užhorod confinavano con le sue. Bercsényi era un uomo di vasta cultura ed era il terzo uomo più ricco di tutto il regno (dopo Rákóczi e Simon Forgách), ed era ben collegato a gran parte dell'aristocrazia ungherese.

### La rivolta di Rákóczi
Dal momento che la casata degli Asburgo era sull'orlo di estinguersi in Spagna, la Francia era alla ricerca di alleati per schiacciare una volta per tutte l'egemonia austriaca in Europa. Di conseguenza, i francesi presero contatti col principe Francesco II Rákóczi e gli promisero un supporto nella causa d'indipendenza ungherese. Una spia austriaca intercettò questa corrispondenza e la portò all'attenzione dell'Imperatore. Come diretto risultato di questo atto, Rákóczi venne arrestato il 18 aprile 1700 ed imprigionato nella fortezza di Wiener Neustadt (a sud di Vienna). Era ormai ovvio che, come era accaduto nel caso di suo nonno Petar Zrinski, l'unica possibile sentenza per Francesco era quella di morte. Con l'aiuto della moglie Amelia, incinta, e del comandante della prigione, Rákóczi riuscì quindi a fuggire e si recò in Polonia. Qui si incontrò con Bercsényi ed insieme ripresero i contatti con la corte francese.
Tre anni più tardi, la Guerra di successione spagnola fece sì che gran parte delle forze austriache presenti nel Regno d'Ungheria venissero chiamate su altri teatri di guerra europei. Cogliendo l'occasione, le forze kuruc iniziarono una nuova rivolta partendo da Mukačevo, e a Rákóczi venne chiesto di capeggiarla. Egli decise di investire le sue energie in una guerra di liberazione nazionale, accettando pertanto la richiesta. Il 15 giugno 1703, un altro gruppo di 3000 uomini capeggiati da Tamás Esze si unì alle sue forze nei pressi della città polacca di Lawoczne. Bercsényi giunse sul posto con 600 mercenari polacchi al soldo dei francesi.

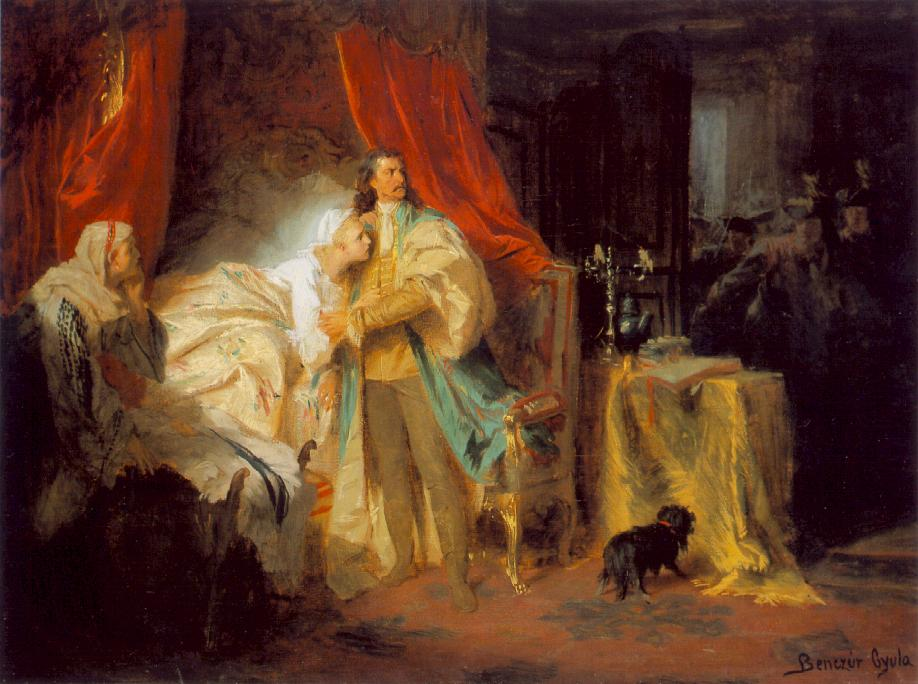
Gyula Benczúr (1844–1920): cattura di Francesco II Rákóczi presso il castello di Veľký Šariš (1869)

Gran parte della nobiltà polacca ad ogni modo non supportò la rivolta di Rákóczi, reputandola niente più di una jacquerie, una ribellione contadina. La famosa chiamata alle armi della nobiltà di Rákóczi nel comitato di Szabolcs fu addirittura vana. Gli riuscì di convincere gli aiduchi (guerrieri contadini emancipati) a unirsi alle sue forze, controllando pertanto gran parte del Regno d'Ungheria ad est e a nord del Danubio alla fine di settembre del 1703. Continuò conquistando la Transdanubia poco dopo.
Dal momento che gli austriaci si trovarono a combattere Rákóczi su diversi fronti, si sentirono obbligati ad entrare in negoziati con lui. Ad ogni modo, la vittoria di austriaci ed inglesi contro l'esercito franco-bavarese nella Battaglia di Blenheim il 13 agosto 1704, diede alla coalizione un notevole vantaggio non solo nella Guerra di successione spagnola, ma impedì anche l'unione delle forze di Rákóczi con quelle franco-bavaresi.

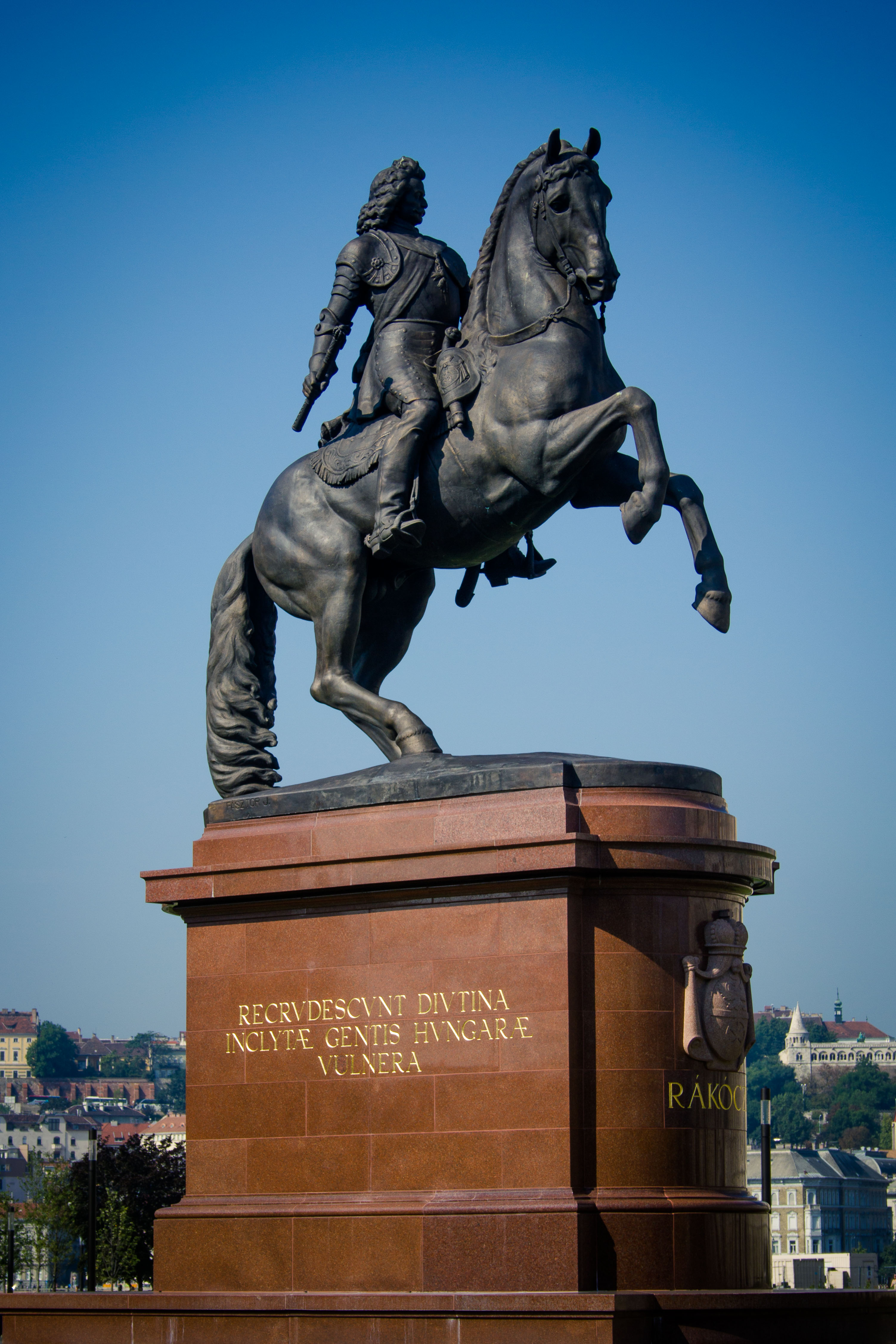
Statua di Francesco II posta davanti al palazzo del Parlamento ungherese

Questo fatto pose Rákóczi in una difficile situazione militare e finanziaria. Il supporto francese diminuì gradualmente e per contro un esercito sempre più importante aveva necessità di occupare la terra appena conquistata per consolidarne il dominio dei ribelli ungheresi. Nel frattempo, i rifornimenti necessari all'esercito di Rákóczi si trovavano oltre le linee nemiche. Egli tentò di risolvere questo problema creando un nuovo sistema monetario locale basato sul rame che non venne accettato facilmente in Ungheria dove la popolazione era abituata ad utilizzare monete in argento. Nonostante tutto, Rákóczi tentò di tener duro sino al 1706 quando le sue forze iniziarono a ritirarsi.
Una seduta della dieta ungherese (composta da 6 vescovi, 36 aristocratici e circa 1000 rappresentanti della bassa nobiltà provenienti da 25 comitati), si tenne presso Szécsény (comitato di Nógrád) nel settembre del 1705, elesse Rákóczi al ruolo di "fejedelem" - principe regnante – degli Stati Confederati del Regno d'Ungheria, assistito da un senato di 24 membri. Rákóczi e il senato ebbero insieme il compito di amministrare lo stato, inclusi i concordati di pace.
Incoraggiati da Inghilterra e Paesi Bassi, i concordati si aprirono il 27 ottobre 1705 tra i capi kuruc e quelli dell'imperatore. Una serie di operazioni militari continuarono comunque su entrambi i fronti. Il 13 dicembre le forze kuruc guidate da János Bottyán sconfissero gli austriaci a Szentgotthárd. Uno degli ostacoli era rappresentato dalla sovranità sulla Transilvania su cui entrambe le parti non erano intenzionate a cedere. Il trattato proposto da Rákóczi con i francesi era in stallo e pertanto egli si rese conto che solo una dichiarazione d'indipendenza sarebbe stata accettata e lo avrebbe posto in posizione di negoziare. Nel 1706, sua moglie (che non aveva visto per cinque anni, insieme ai loro figli József e György) e sua sorella vennero entrambe inviate come ambasciatori di pace, ma Rákóczi rifiutò il loro coinvolgimento presso l'imperatore.
Nel 1707 durante la Grande guerra del Nord egli fu uno dei candidati al trono di Polonia, sostenuto nelle sue pretese da Elżbieta Sieniawska.
Su consiglio di Rákóczi e con il supporto di Bercsényi, si tenne un nuovo incontro della dieta a Ónod (comitato di Borsod) che dichiarò la deposizione degli Asburgo dal trono ungherese il 13 giugno 1707. Ma nemmeno questo atto, né le monete di rame emesse per evitare l'inflazione monetaria, ebbero il successo sperato. Luigi XIV si rifiutò di entrare in trattativa con il principe Rákóczi, lasciando gli ungheresi senza alleati. Rimaneva un'alleanza possibile con l'Impero russo ma questa non si concretizzò.
Alla battaglia di Trenčín, il 3 agosto 1708, il cavallo di Rákóczi inciampò ed egli cadde a terra perdendo conoscenza. Le forze kuruc credendolo morto, se ne andarono dal campo di battaglia. Questa sconfitta fu fatale per gli insorti. Molti capi kuruc si trasferirono in alleanza con l'imperatore, sperando perlomeno nella sua clemenza. Le forze di Rákóczi vennero ristrette all'area di Mukačevo e del comitato di Szabolcs. János Pálffy, inviato dell'imperatore e incaricato di trattare con i ribelli, non incontrò il favore del principe Rákóczi che preferì lasciare l'Ungheria alla volta della Polonia il 21 febbraio 1711.

### L'accordo di pace
In assenza di Rákóczi, Sándor Károlyi venne nominato comandante in capo delle forze ungheresi e questi si precipitò a negoziare un accordo di pace col conte János Pálffy. Sotto tali disposizioni, 12.000 ribelli lasciarono le armi e si allearono con l'imperatore a partire dal 1º maggio 1711 nei campi appena fuori Moftinu Mare, nel comitato di Szatmár.
La Pace di Szatmár non colpì particolarmente Rákóczi. Gli venne assicurata la clemenza se avesse giurato fedeltà all'imperatore, così come la libertà di recarsi in Polonia se avesse voluto lasciare il Regno d'Ungheria. Egli non accettò però queste condizioni, dubitando dell'onestà della corte asburgica, e non riconobbe nemmeno la legalità del trattato di pace dal momento che questo era stato siglato dopo la morte dell'imperatore Giuseppe I, il 17 aprile 1711, fatto che poneva fine all'autorità plenipotenziaria di János Pálffy, preferendo dunque l'esilio.

### L'esilio
A Rákóczi venne offerta la corona polacca per ben due volte, con il sostegno dello zar Pietro I di Russia. Egli ad ogni modo rifiutò sempre e rimase in Polonia sino al 1712, ospite dell'aristocrazia locale. Visse per qualche tempo a Danzica sotto lo pseudonimo di "conte di Sáros".
Lasciò Danzica il 16 novembre 1712, e da qui si recò in Inghilterra dove la regina Anna di Gran Bretagna, pressata dagli Asburgo, si rifiutò di riceverlo. Rákóczi attraversò quindi la Manica e si recò in Francia, sbarcando a Dieppe il 13 gennaio 1713. Il 27 aprile consegnò un memorandum a Luigi XIV ricordandogli il suo passato servizio a favore della Francia e chiedendogli di non dimenticarsi dell'Ungheria nei negoziati di pace per la fine della Guerra di successione spagnola, ma ad ogni modo né il Trattato di Utrecht del 1713 né il Trattato di Rastatt del 1714 fecero una qualche menzione dell'Ungheria o di Rákóczi. Nessuno sforzo venne fatto per permettere ai due figli di Rákóczi, ancora tenuti sotto sorveglianza a Vienna, di ricongiungersi col loro padre.
Il principe Rákóczi, sebbene non riconosciuto ufficialmente dalla Francia, godeva di notevole favore a corte. Dopo la morte di Luigi XIV il 1 settembre 1715, egli decise di accettare l'invito fattogli dall'Impero ottomano (ancora in guerra con gli Asburgo) a trasferirsi presso la corte di Costantinopoli. Lasciò la Francia nel settembre del 1717 con un seguito di 40 persone e sbarcò a Gallipoli il 10 ottobre 1717. Ricevuto con tutti gli onori, ma il suo desiderio di creare un esercito separato cristiano per opporsi agli Asburgo non venne preso seriamente in considerazione.

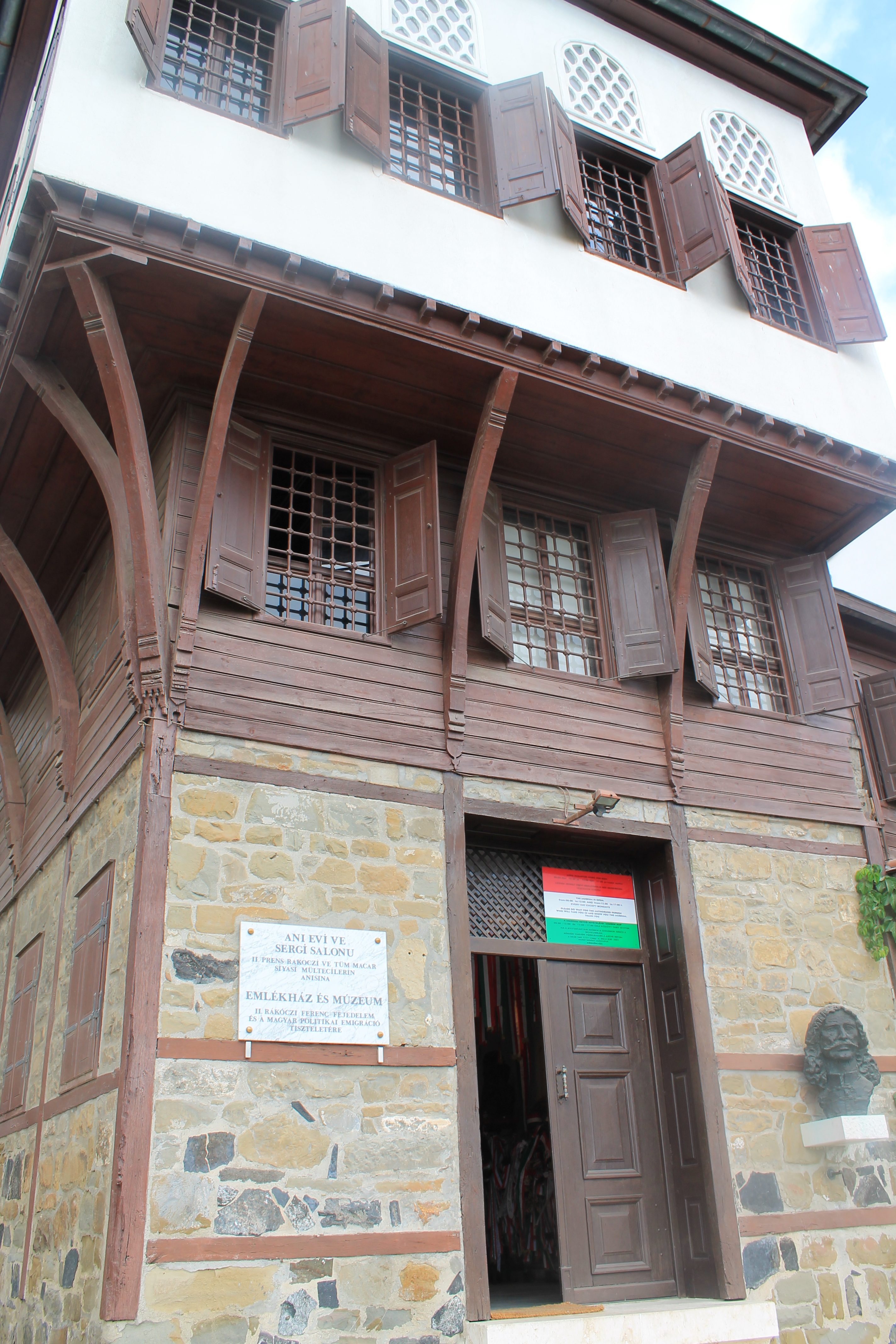
La casa di Francesco II a Tekirdağ

L'Impero ottomano siglò il Trattato di Passarowitz con l'Austria il 21 luglio 1718 e tra le proposte finali vi fu il categorico rifiuto dei turchi di estradare gli ungheresi ormai esiliati entro i loro confini. Due anni dopo, un inviato austriaco ancora una volta richiese tale fatto, ma il sultano si rifiutò di accondiscendere alla richiesta per una questione d'onore. Rákóczi e il suo entourage si stabilirono nel villaggio di Tekirdağ, relativamente distante dalla capitale ottomana e dove crebbe al suo fianco una vasta colonia ungherese che proliferò sino al Mar di Marmara. Bercsényi, il conte Simon Forgách, il conte Antal Esterházy, il conte Mihály Csáky, Miklós Sibrik, Zsigmond Zay, i due Pápays e il colonnello Ádám Jávorka furono tra coloro che qui si insediarono, e lo scrittore Kelemen Mikes, disse: “Non ho ragioni particolari per lasciare il mio paese, eccezion fatta che amavo il mio principe.”
Rákóczi visse nel villaggio turco di Tekirdağ per 18 anni durante i quali adottò uno stile di vita spartano, partecipando quotidianamente alla messa e venendo occasionalmente visitato da suo figlio, György Rákóczi. I tumulti militari in Polonia nel 1733 risvegliarono le sue speranze di poter fare ritorno in Ungheria, ma queste stesse idee vennero disattese. Rákóczi aveva 59 anni quando morì, l'8 aprile 1735.
Il testamento di Rákóczi, datato al 27 ottobre 1733, lasciò qualcosa a ogni membro della sua famiglia oltre che a tutti i suoi esiliati. Lasciò nel contempo due lettere separate da inviarsi al sultano ed all'ambasciatore francese a Costantinopoli coi quali gli chiedeva di non dimenticarsi dei suoi compagni d'esilio. I suoi organi interni vennero sepolti nella chiesa greca ortodossa di Tekirdağ, mentre il suo cuore venne inviato in Francia. Dopo aver ottenuto il permesso dalle autorità turche, il corpo di Rákóczi venne preso dal suo fedele ciambellano Kelemen Mikes e portato a Costantinopoli il 6 luglio 1735 per la sepoltura nella chiesa gesuita di San Benedetto a Galata, secondo le sue volontà, accanto a sua madre.
I suoi resti vennero trasferiti il 29 ottobre 1906 nella Cattedrale di Sant'Elisabetta di Košice, nell'attuale Slovacchia, dove venne sepolto accanto a sua madre Jelena e a suo figlio.
Da una certa storiografia, egli viene inoltre indicato come presunto padre del conte di Saint-Germain.

## Riconoscimenti

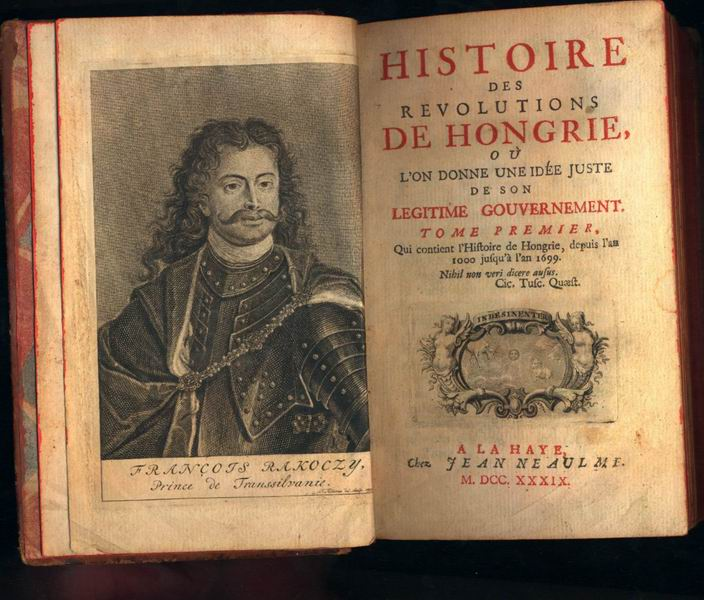
Histoire des Révolutions de Hongrie, Le Hague, ad opera di Jean Neaulme, 1739

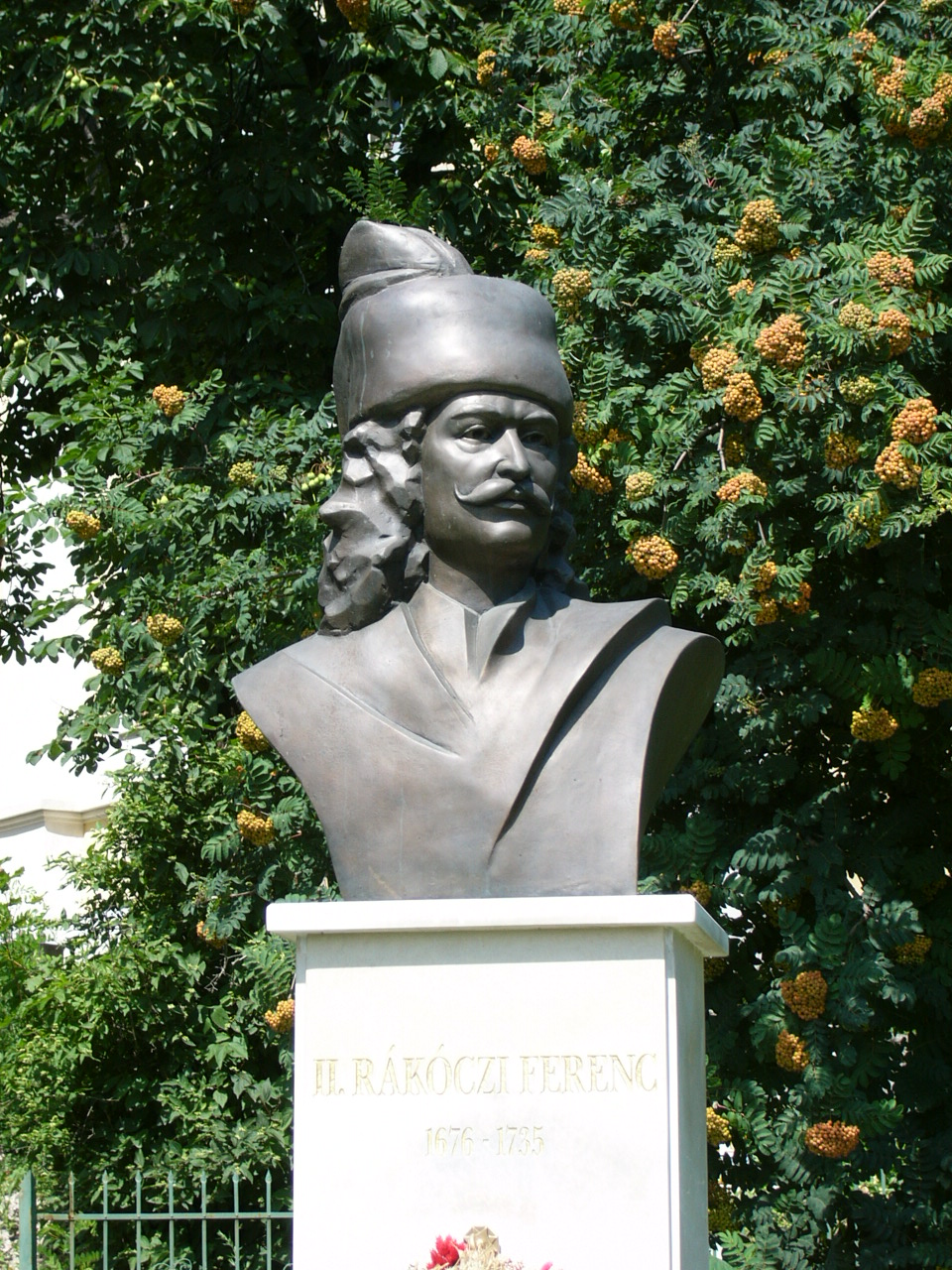
Busto di Rákóczi a Miskolc

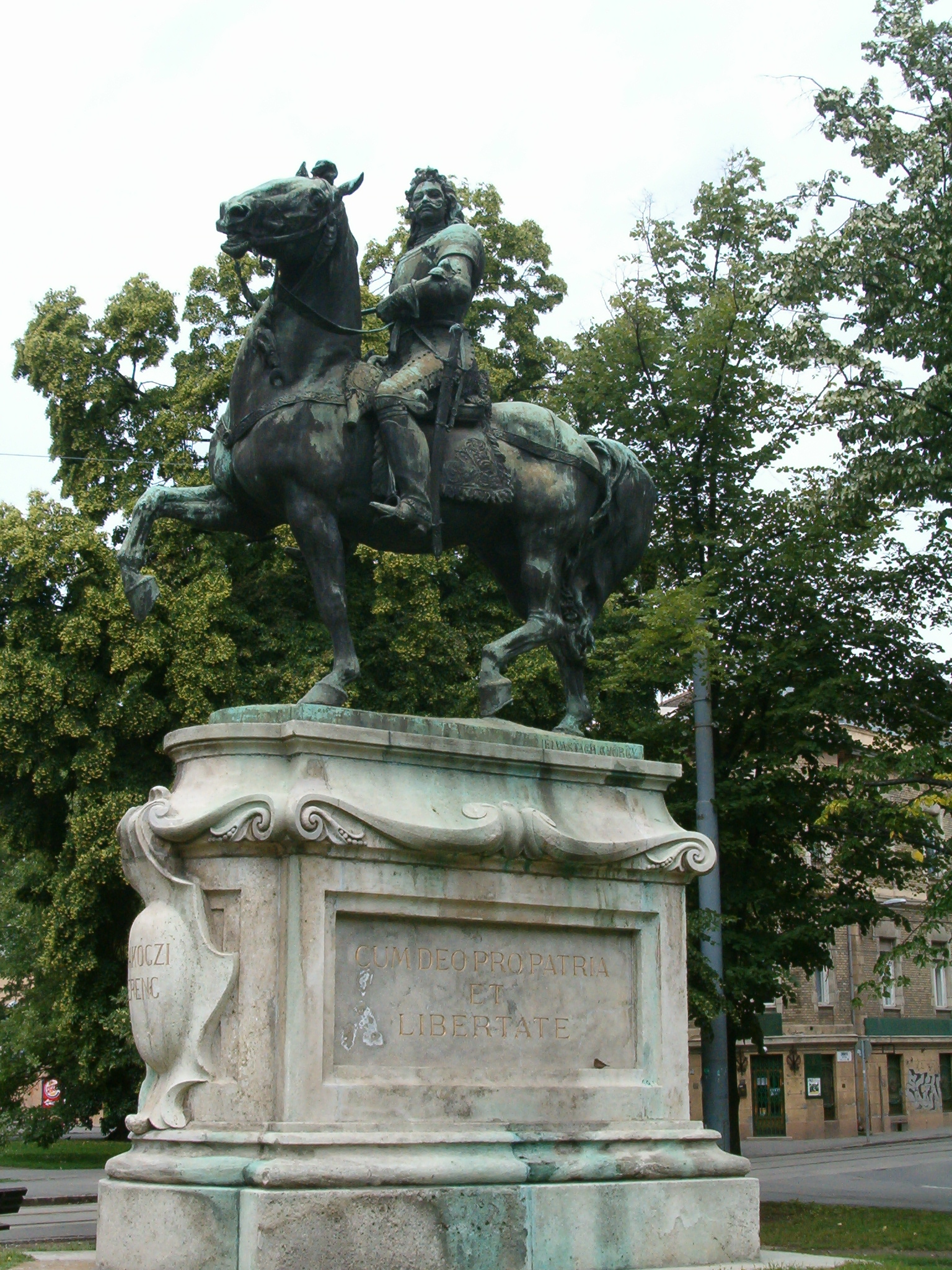
Statua a Seghedino

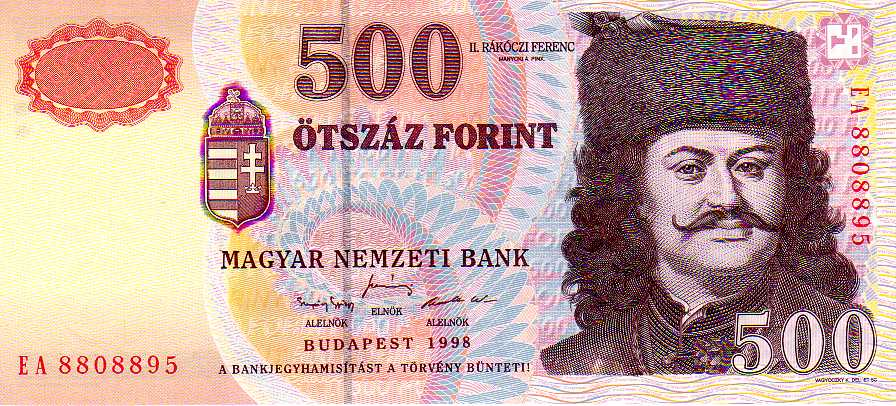
Rákóczi sulla banconota da 500 fiorini dell'Ungheria.

Ancora oggi la figura di Francesco II Rákóczi è considerata alla pari di un eroe nazionale in Ungheria e il suo ricordo è ancora molto vivo nella tradizione popolare.

### Memoriali
La statua equestre di Francesco II Rákóczi col famoso motto Cum Deo Pro Patria et Libertate ("Con Dio per la Patria e la Libertà") incisa sul marmo rosso del basamento venne eretta di fronte al palazzo del parlamento ungherese in Piazza Lajos Kossuth nel 1937, ad opera dello scultore János Pásztor. Negli anni 1950, le prime due parole, Cum Deo ("Con Dio"), vennero cancellate per ragioni ideologiche e vennero restaurate nel 1989.
Quando, dopo il 1945, i monumenti della Piazza degli Eroi vennero ripuliti di tutti i riferimenti agli eroi asburgici, il miglior scultore del periodo, Zsigmond Kisfaludi Strobl, realizzò una statua di Rákóczi al posto di quella di Leopoldo II. Essa venne eretta nel 1953 assieme a un bassorilievo alla base che illustra l'incontro tra Rákóczy e Tamás Esze.

### Luoghi e istituzioni
Quasi ogni città ungherese commemora la figura di Rákóczi con il nome di una strada o di una piazza a lui intitolata. Vi sono 11 strade riferite a Rákóczi e 3 piazze nella sola Budapest inclusa la Rákóczi út, che forma un collegamento tra i distretti VII e VIII. La strada venne così rinominata il 28 ottobre 1906 quando i resti del principe vennero riportati in Ungheria dalla Turchia ed un lungo corteo funerario si svolse lungo questa strada dalla stazione ferroviaria. Rákóczi tér ("piazza Rákóczi"), nel distretto VIII, gli venne dedicata nel 1874.
A Budapest, un ponte sul Danubio è chiamato Ponte Rákóczi in suo onore.
In Ungheria due paesi portano il nome di Rákóczi. Rákóczifalva nel comitato di Jász-Nagykun-Szolnok venne fondato nel 1883 sui terreni un tempo parti della riserva di caccia del principe Rákóczi. La vicina località di Rákócziújfalu divenne un villaggio indipendente nel 1950 (prima era parte di Rákóczifalva).
Il villaggio di Zavadka, presso il Passo Vereckij, dove Rákóczi giunse in Ungheria all'inizio della rivolta del 1703 e dove scelse di salutare i suoi sostenitori al momento del suo esilio nel 1711 venne rinominato Rákócziszállás nel 1889. Il vicino villaggio di Pidpolozzja, dove Rákóczi passò una notte nel 1703 venne rinominato in quell'anno Vezérszállás. Dopo il 1918 i due villaggi ripresero i loro nomi precedenti.
Il monte Bovcar (attuale Vovčars'kyj Vrh nell'attuale Ucraina) venne nominato in tal senso dopo il 18 febbraio 1711. Bovcar significa infatti "il principe è stato qui" nella locale lingua rutena.
La biblioteca del comitato di Borsod-Abaúj-Zemplén a Miskolc (II. Rákóczi Ferenc Megyei Könyvtár) è stata dedicata alla sua figura.
La casa dove visse per diciotto anni a Tekirdağ è oggi un museo aperto ai visitatori. A Košice la casa di Tekirdağ è stata ricostruita ed è oggi visitabile come parte del Museo della Slovacchia orientale: lo stesso museo per un certo periodo dopo il 1906 fu intitolato a Rákóczi.

### Banconote
Il ritratto di Rákóczi si può trovare ancora oggi sulle banconote ungheresi. Prima di essere ritirate dalla circolazione, era presente sulla banconota da 50 fiorini e ora compare su quella da 500.

### La marcia di Rákóczi
Una marcia patriottica molto nota tra XVIII e XIX secolo in Ungheria (compositore sconosciuto) fu la Marcia di Rákóczi. La leggenda vuole che fosse la preferita del principe, anche se essa venne composta solo negli anni '30 del Settecento e pertanto è probabile che questo fatto sia ascrivibile solo alla leggenda. Hector Berlioz orchestrò il pezzo ed esso venne usato anche da Franz Liszt come base per la sua rapsodia ungherese n. 15. La marcia di Rákóczy rimane un pezzo popolare per le parate militari e le celebrazioni di stato in Ungheria.